# Sammenstyrtning af metrooverføring i Mexico City
Den 3. maj 2021 kl. 22:25 CDT kollapsede en højdesektion på linje 12 i Mexico Citys metro mellem stationerne Olivos og Tezonco i Mexico City, Mexico. 25 personer er blevet bekræftet døde - 21 døde på stedet, og fire andre blev erklæret døde på hospitalerne. Det var metroselskabets mest dødbringende hændelse i næsten 50 år.
Linje 12, der blev åbnet i 2012, er den nyeste linje i systemet. Siden indvielsen har linjen haft tekniske og strukturelle problemer, hvilket resulterede i en delvis lukning i 2014 og 2015 i de forhøjede afsnit, hvor ulykken skete. Spændet blev beskadiget efter jordskælvet i Puebla i 2017, og det blev repareret i løbet af få måneder. Et par år senere rapporterede lokale beboere, at problemerne stadig eksisterede.

## Baggrund
Linje 12 (også kendt som den gyldne linje) er den nyeste linje i metrosystemet, hvis opførelse startede i september 2008. Men fra starten af driften var der problemer med tog på forhøjede strækninger, hvilket tvang til at sænke hastigheden af frygt for afsporing. 17 måneder senere blev strækningen Atlalilco-Tláhuac, hvor stationerne Tezonco og Olivos ligger, lukket i 20 måneder for at udbedre tekniske og strukturelle fejl.

## Sammenstyrtning
Den 3. maj 2021 kl. 22.25 CDT passerede et tog på vej mod Tláhuac-stationen i kommunen Tláhuac et tog, der kørte på den forhøjede overkørsel mellem stationerne Olivos og Tezonco. Sektionen kollapsede, da en bjælke, der bar sporet, brød sammen, hvilket fik de sidste to togvogne til at falde ned. 25 mennesker døde, og 70 andre blev såret, herunder 65 ofre, der blev indlagt på hospitalet, samt flere børn, hvoraf syv var i alvorlig tilstand.
Det var metroselskabets mest dødbringende hændelse siden 1975, hvor en kollision mellem to tog dræbte 31 mennesker.

## Redningsindsats
Efter sammenstyrtningen påbegyndte forbipasserende en redningsindsats. De fik senere følgeskab af de første indsatshold. En kran blev sendt af sted for at hejse dele af toget op, mens eftersøgnings- og redningshold arbejdede på at finde overlevende.
Den første togvogn blev fjernet den næste dag kl. 9:20 CDT (15:20 UTC) og den anden før kl. 14:00 CDT (21:00 UTC) samme dag.

## Efterdønninger
Hele linje 12 blev suspenderet og erstattet med busser. STC advarede beboerne om at undgå området.
Mexico Citys borgmester Claudia Sheinbaum sagde, at den offentlige anklagemyndighed udelukkende vil arbejde på efterforskningen af årsagen til ulykken. Strækningen vil forblive lukket, mens der foretages en strukturel undersøgelse.